# Gerald Seymour
Gerald Seymour (* 25. November 1941 in Guildford, Surrey) ist ein britischer Schriftsteller – hauptsächlich von Politthrillern – und Journalist.

## Biographie
Nach einem Geschichtsstudium am University College London arbeitete Gerald Seymour als Journalist, seit 1963 im Wesentlichen für den Fernsehsender ITN mit einem Schwerpunkt auf politischem Terrorismus. Sein erster Roman erschien 1975; seither hat er nahezu alljährlich einen weiteren Politthriller veröffentlicht. Sieben seiner Romane wurden vom britischen Fernsehen verfilmt.
Sein 500 Seiten starker Suhrkamp-Thriller Vagabond kam im Februar 2018 auf den siebten Platz der Krimibestenliste der FAZ.

## Romane
- Harry's Game (1975)
  - Das tödliche Patt, dt. von Renate M. Orth-Guttmann; List, München 1976. ISBN 978-3-471-78618-5.
- The Glory Boys (1976)
  - Fliegenpilz, dt. von Renate M. Orth-Guttmann, List, München 1977. ISBN 978-3-471-78617-8.
- Kingfisher (1977)
  - Der Ruf des Eisvogels, dt. von Ursula Pommer, München, Goldmann 1981. ISBN 978-3-442-03930-2.
- Red Fox (1979)
- The Contract (1980)
  - Der Auftrag, dt. von Erika Remberg; Goldmann, München 1982. ISBN 978-3-442-06462-5.
- Archangel (1982)
  - Erzengel, dt. von Hartmut Huff; Lübbe, Bergisch Gladbach 1988. ISBN 978-3-404-11248-7.
- In Honour Bound (1984)
- Field of Blood (1985)
  - Der Kronzeuge, dt. von Werner Richter; List, München 1987. ISBN 978-3-471-78627-7.
- A Song in the Morning (1986)
  - Gesang im Morgengrauen, dt. von Werner Richter; List, München 1988. ISBN 978-3-471-78628-4.
- At Close Quarters (1987)
  - Aus nächster Nähe, dt. von Werner Richter; List, München 1990. ISBN 978-3-471-78631-4.
- Home Run (1989)
  - Heimkehr in den Tod, dt. von Christian Quatmann; List, München 1992. ISBN 978-3-471-78640-6.
- Condition Black (1991)
  - Schwarze Geschäfte, dt. von Christiane Bergfeld; Hestia, Rastatt 1991. ISBN 978-3-89457-011-8.
- The Journeyman Tailor (1992)
- The Fighting Man (1993)
  - Tod der Schmetterlinge, dt. von Fred Künzel; List, München/Leipzig 1995. ISBN 978-3-404-12628-6.
- The Heart of Danger (1995)
- Killing Ground (1997)
  - Die Informantin, dt. von Inge Wehrmann; Goldmann, München 1998. ISBN 978-3-442-41613-4.
- The Waiting Time (1998)
- A Line in the Sand (1999)
- Holding the Zero (2000)
- The Untouchable (2001)
- Traitor's Kiss (2003)
- The Unknown Soldier (2004)
- Rat Run (2005)
- The Walking Dead (2007)
- Time Bomb (2008)
- The Collaborator (2009)
- The Dealer and the Dead (2010)
- A Deniable Death (2011)
- The Outsiders (2012)
- The Corporal's Wife (2013)
- Vagabond (2014)
  - Vagabond, dt. von Zoë Beck und Andrea O’Brien; Suhrkamp, Berlin 2017. ISBN 978-3-518-46742-8.
- No Mortal Thing (2015)
- Jericho's War (2017)
- A Damned Serious Business (2018)

## Verfilmungen
- 1982 Harry`s Game (Fernsehserie / drei Episoden / Regie: Lawrence Gordon Clark / dt. Das tödliche Patt)
- 1984 The Glory Boys (Fernsehserie / drei Episoden / Regie: Michael Ferguson / dt. Handlanger des Todes)
- 1988 The Contract (Fernsehserie / drei Episoden)
- 1991 Red Fox (Fernsehfilm / Regie: Ian Toynton)
- 1997 The Informant (Film / Regie: Jim McBride – Verfilmung des Romans Field of Blood)
- 1999 The Waiting Time (Fernsehfilm / Regie: Stuart Orme)
- 2004 A Line in the Sand (Fernsehfilm / Regie: James Hawes)

## Belege
1. ↑  Die zehn besten Krimis im Februar, deutschlandfunkkultur.de vom 3. Februar 2018, abgerufen am 29. Januar 2020

| Personendaten    | Personendaten                            |
| ---------------- | ---------------------------------------- |
| NAME             | Seymour, Gerald                          |
| KURZBESCHREIBUNG | britischer Journalist und Schriftsteller |
| GEBURTSDATUM     | 25. November 1941                        |
| GEBURTSORT       | Guildford                                |